# Kvilletorget
Kvilletorget är ett torg i nära anslutning till Kvillebäckskanalen inom stadsdelen Brämaregården på Hisingen i Göteborg. Torget fick sitt namn år 1922.
På torget har Frälsningsarmén lokaler. 
Brämaregårdens kyrka och Göteborgs moské ligger på nära avstånd till torget. 
På torget finns statyn Susanna (Flicka med snäcka) av Carl Milles.

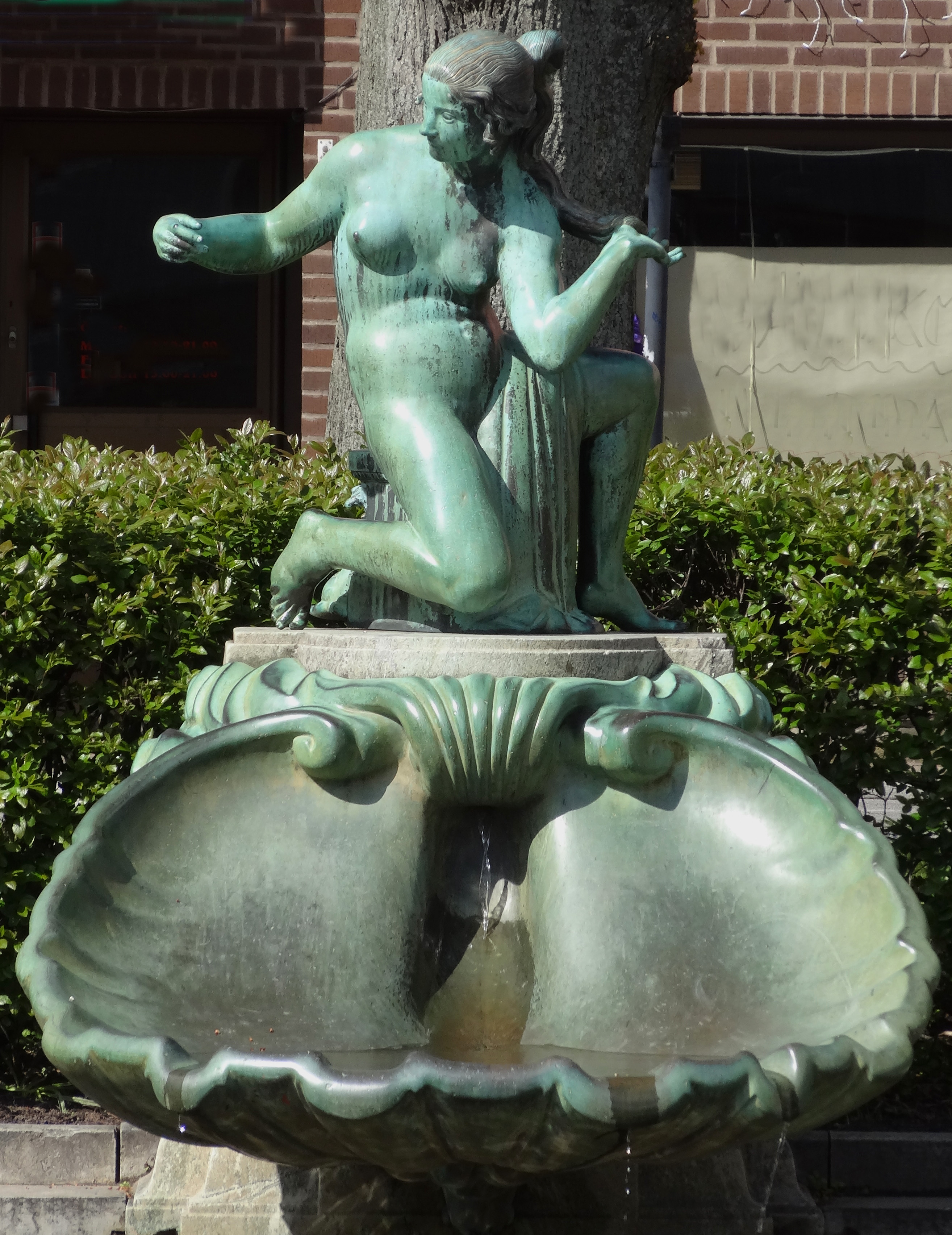
Susanna (Flicka med snäcka).

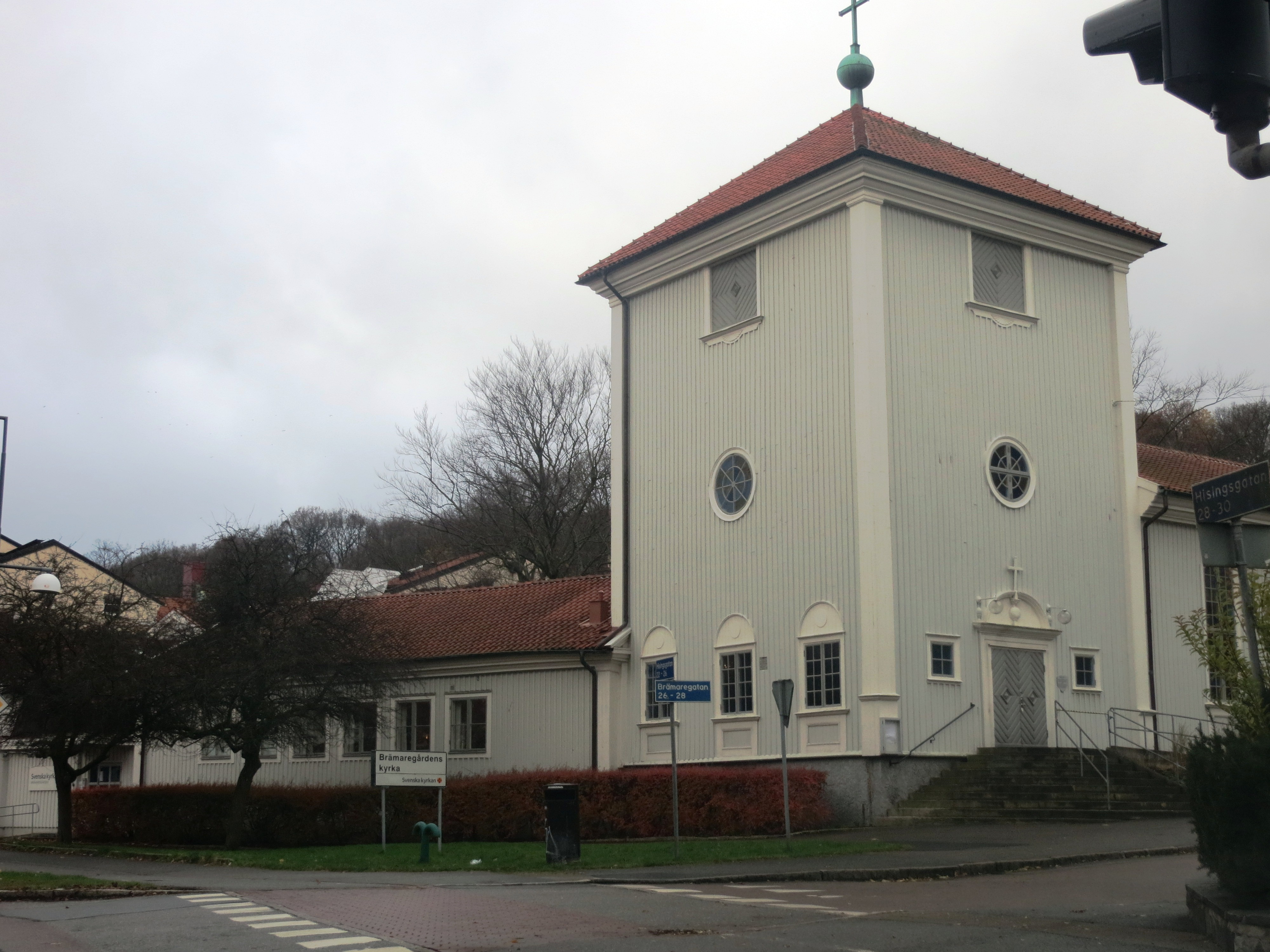
Brämaregårdens kyrka.